# Offshore-Windpark Jiangsu Rudong
Jiangsu Rudong ist ein Offshore-Windpark in der Volksrepublik China im Gelben Meer. Der Windpark wurde in verschiedenen Phasen in Betrieb genommen. Insgesamt 80 Windenergieanlagen verfügen über eine installierte Leistung von 201,3 MW. Er weist mehrere Windturbinentypen auf, da er als Demonstrationsprojekt dient, und befindet sich etwa fünf Kilometer vor der Küste. Projektiert wurde der Windpark von Jiangsu Longyuan Offshore Wind Power Co.
Im Windpark sind 21 Windturbinen vom Typ Siemens SWT-2.3-101 mit einer Gesamtleistung von etwa 50 MW installiert. Für Siemens war es das erste Offshore-Windprojekt außerhalb Europas.
Des Weiteren sind 17 Sinovel SL3000/90, 40 Goldwind GW-109/2300 und 2 CSIC Haizhuang H154-5.0MW verbaut.